# Ernesto Ganelli
Ernesto Ganelli (Alessandria, 24 febbraio 1901 – Grosseto, 9 settembre 1985) è stato un ingegnere italiano.

## Biografia
Nato ad Alessandria, si trasferì ben presto a Roma con la famiglia, dove studiò ingegneria civile all'università. Dopo il conseguimento della laurea (1924) si stabilì a Grosseto, città toscana nella quale progettò e realizzò numerosi edifici religiosi, civili e di servizi, contribuendo significativamente allo sviluppo urbano della città tra gli anni trenta e gli anni cinquanta del XX secolo. I suoi primi contributi in Maremma furono opere di riqualificazione urbana a Follonica — città dove fu direttore tecnico del comune dal 1925 ai primi anni trenta — e la costruzione della colonia marina fascista Luigi Pierazzi (1930-1931). Nel 1931 realizzò a Grosseto la palazzina Francini di viale Matteotti, edificio che rimane unico nella produzione dell'ingegnere in quanto progettato in uno stile eclettico con accezioni particolarmente neorinascimentali che non verrà più riproposto successivamente.
Dopo aver realizzato in quegli stessi anni numerose edicole e cappelle nel cimitero monumentale della Misericordia, si avvicinò all'ambiente religioso grossetano ed iniziò una proficua collaborazione con la curia e la Diocesi di Grosseto. In quel periodo, la diocesi grossetana era guidata dal vescovo Paolo Galeazzi, il quale dette vita ad una vera politica di razionalizzazione del territorio con l'istituzione di nuove parrocchie, scuole e canoniche sia urbane che nei territori rurali della Maremma. Grazie a questa collaborazione con la curia, Ganelli progettò la quasi totalità delle nuove chiese della diocesi di Grosseto tra gli anni trenta e gli anni cinquanta, tra cui si segnalano a Grosseto la chiesa di San Giuseppe (1935-1940), la chiesa della Medaglia Miracolosa (1936-1937), la chiesa di San Giuseppe Benedetto Cottolengo (1946-1951) e soprattutto la monumentale basilica del Sacro Cuore di Gesù (1954-1958), la sua opera più importante, costruita a ricordo dei caduti del bombardamento del 1943. Sempre nel capoluogo maremmano realizzò altri edifici per l'assistenza, come la Casa della Madre e del Bambino (1933-1934) e gli orfanotrofi Garibaldi e San Lorenzo (1936). Nei territori rurali della Maremma grossetana, Ganelli firmò i progetti per i nuovi edifici parrocchiali di Braccagni, Ribolla, Marina di Grosseto e Bagno di Gavorrano.
Nel dopoguerra, Ganelli progettò numerosi edifici religiosi in collaborazione con la Diocesi di Pitigliano-Sovana-Orbetello, in un'ottica generale non più soltanto per portare la Chiesa anche nei borghi più periferici e isolati della campagna maremmana, ma soprattutto per dare vita a veri e propri paesi realizzati ex novo nell'ampio quadro di razionalizzazione della campagna avviata a partire dal 1951 con la riforma fondiaria: progettò quindi le chiese di Fonteblanda, Albinia, San Donato, Bagnore, Poggi del Sasso e il moderno complesso parrocchiale di Semproniano (1963).
Tra le opere di edilizia civile si ricordano i dispensari antitubercolari di Grosseto, Massa Marittima e Orbetello, la clinica Francini e l'istituto tecnico agrario di Grosseto. A Castel del Piano e Bagno di Gavorrano realizzò abitazioni popolari e un piano INA-Casa.

## Opere

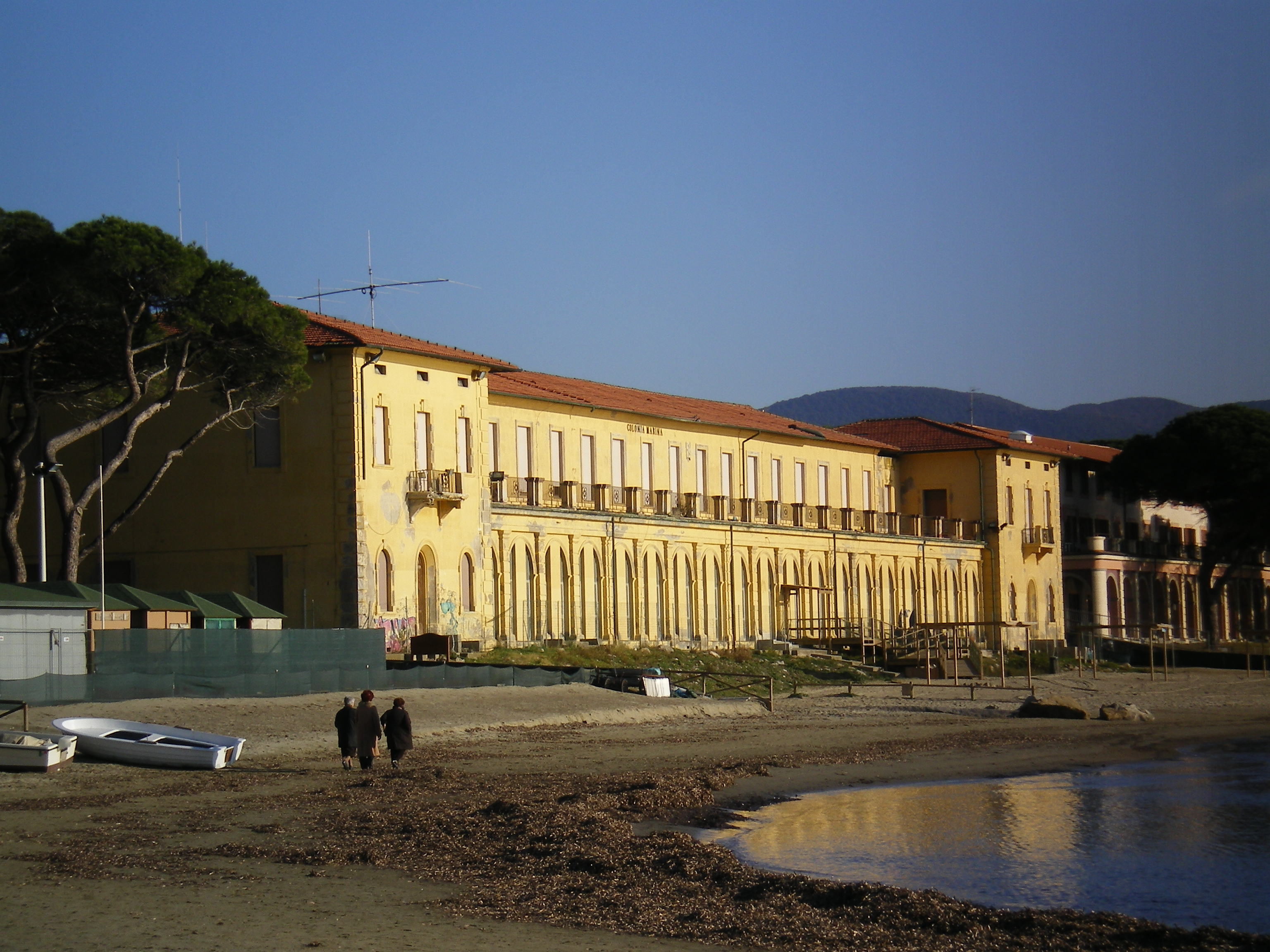
La colonia marina Luigi Pierazzi a Follonica

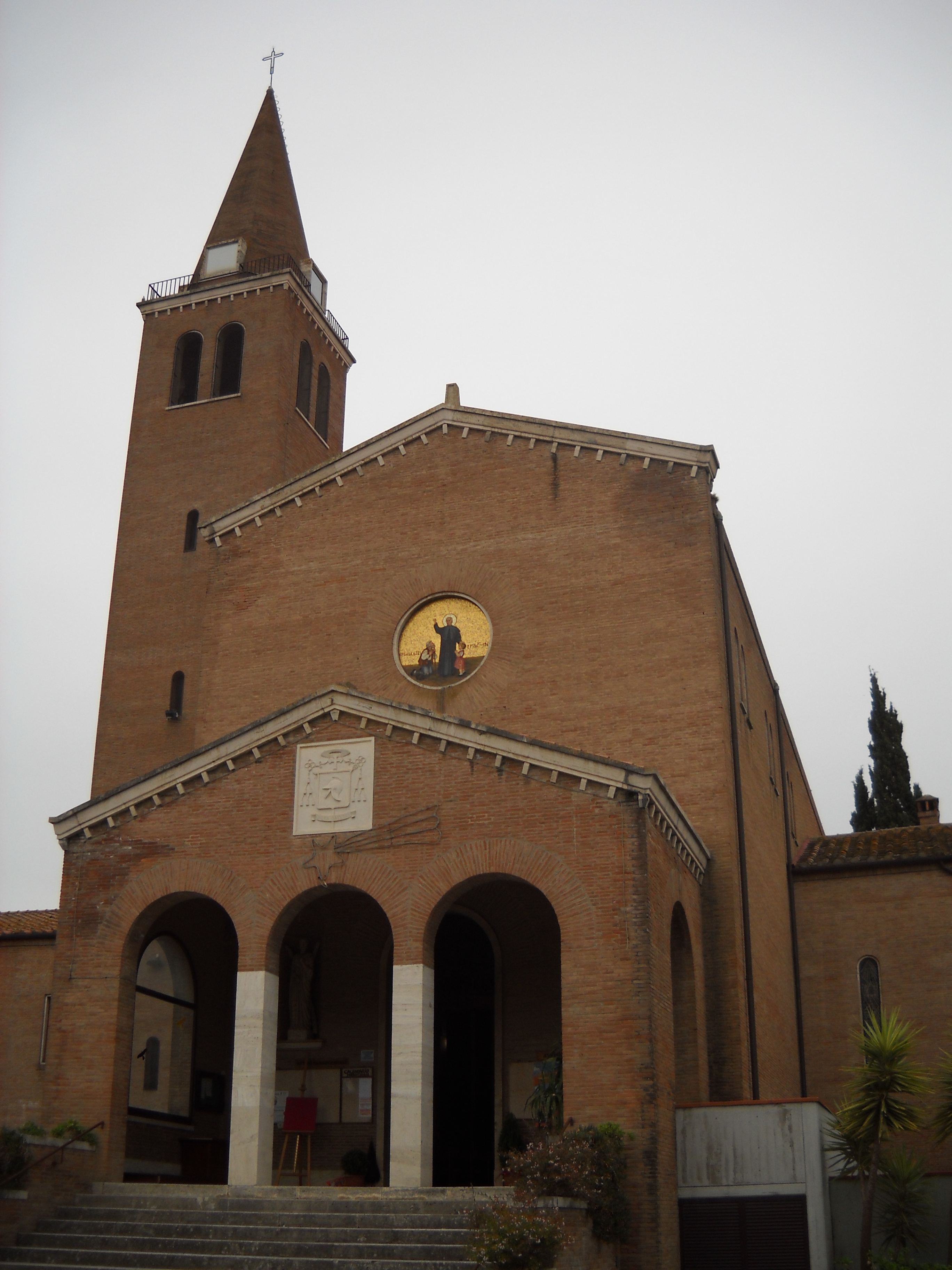
La chiesa di San Giuseppe Cottolengo a Grosseto

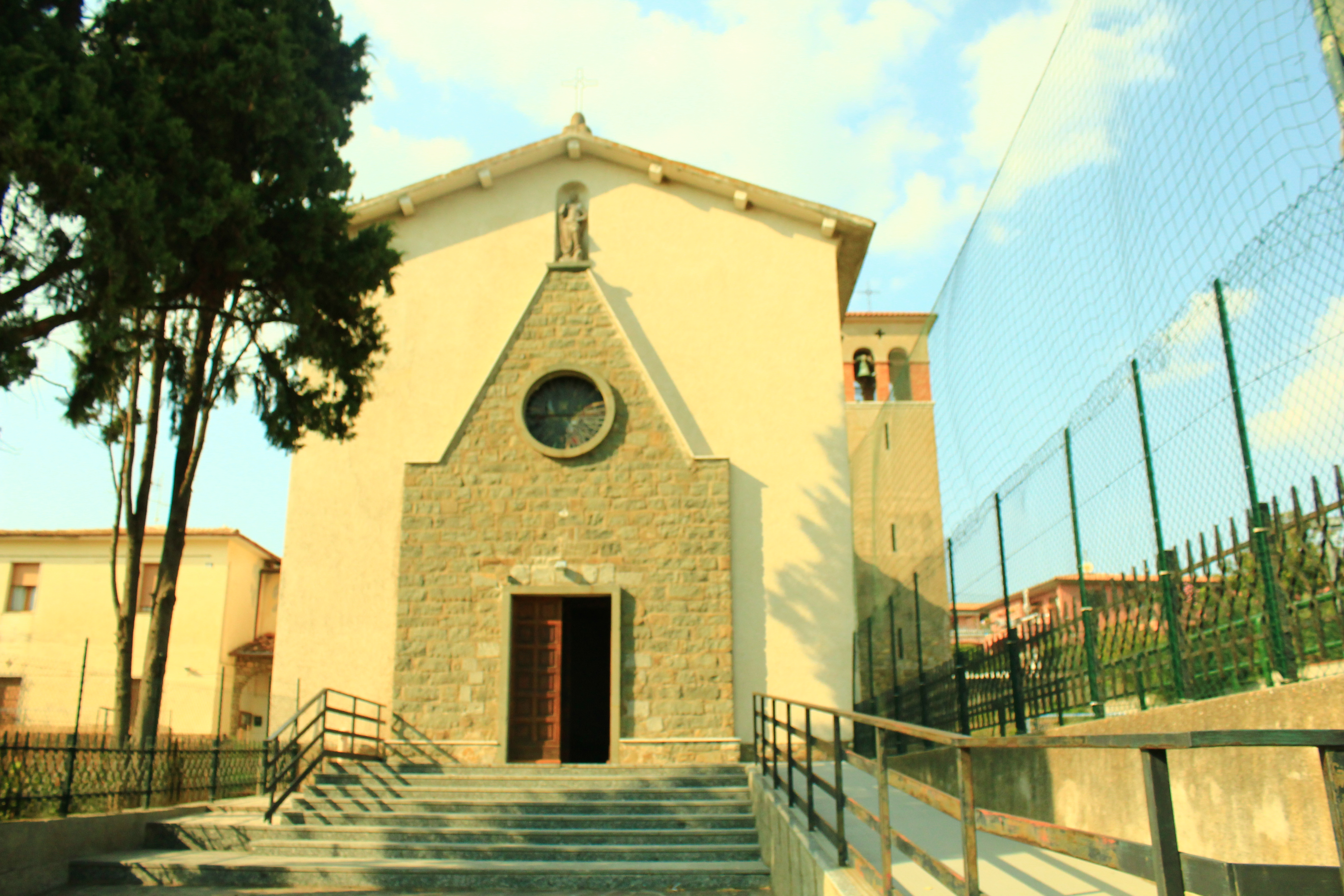
La chiesa di Santa Maria Goretti a Fonteblanda

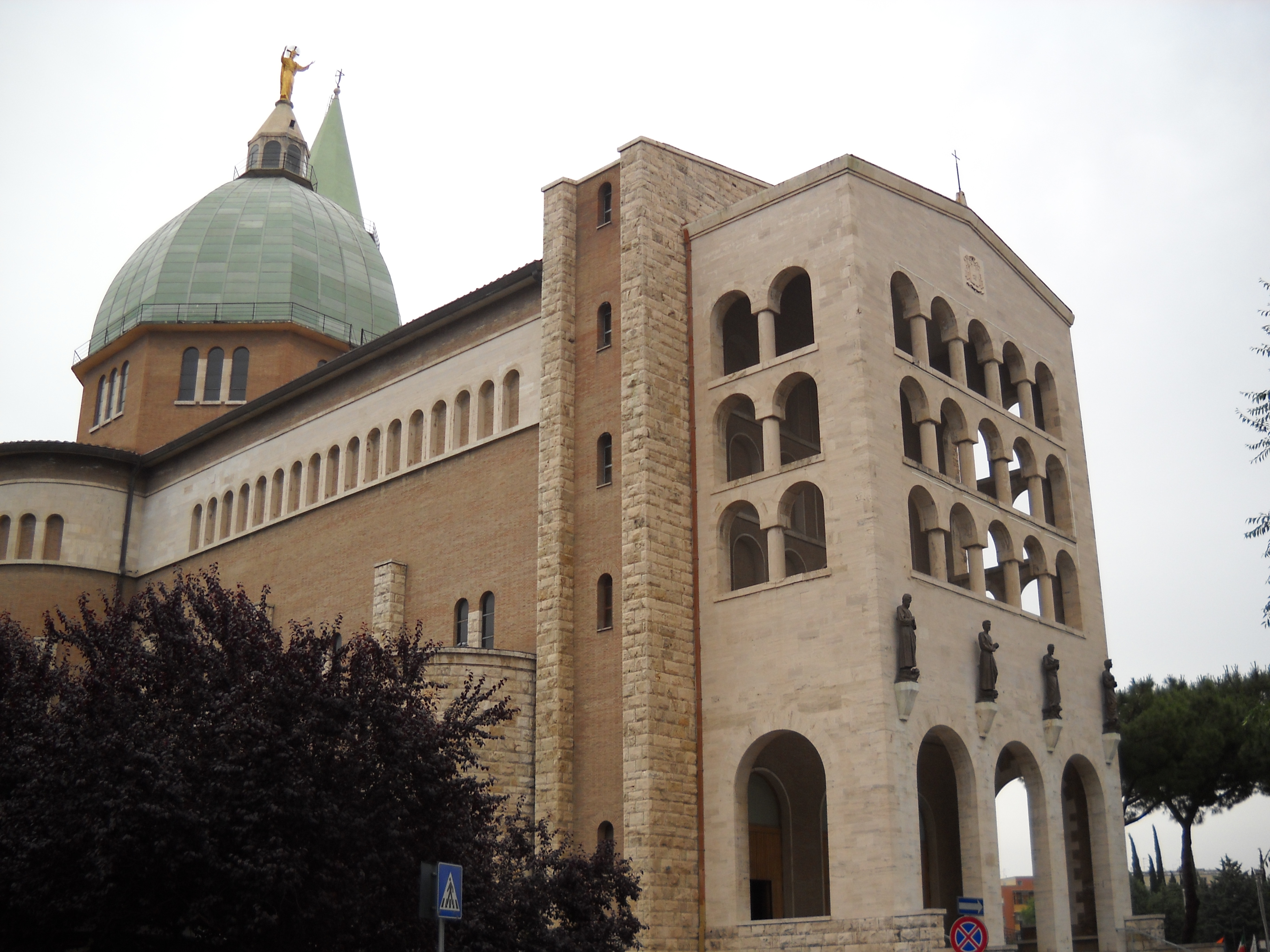
La basilica del Sacro Cuore a Grosseto

- Colonia marina Luigi Pierazzi (1930-1931) a Follonica[1][2]
- Palazzina Francini (1931) a Grosseto[5]
- Casa della Madre e del Bambino ONMI (1933-1934) a Grosseto[8]
- Scuola elementare (1934) a Sassofortino[2]
- Palazzo Stella d'Italia, ristrutturazione (1934) a Grosseto[9]
- Seminario vescovile (1934-1936) a Grosseto[10]
- Chiesa di San Giuseppe (1935-1940) a Grosseto[11]
- Chiesa di San Guglielmo d'Aquitania (1935-1940) a Braccagni[1][2]
- Canonica della cattedrale di San Lorenzo (1936) a Grosseto[2]
- Orfanotrofio maschile Garibaldi (1936) a Grosseto[2][12]
- Orfanotrofio femminile San Lorenzo (1936) a Grosseto[13]
- Chiesa della Medaglia Miracolosa (1936-1937) a Grosseto[13]
- Convitto femminile Sant'Anna, ristrutturazione e ampliamento (1936, 1954) a Grosseto[13][14]
- Sede estiva del seminario vescovile (1936, anni 1950) a Roccatederighi[2]
- Colonia montana Costanzo Ciano (1937-1939) ad Arcidosso[2]
- Chiesa dei Santi Paolo e Barbara (1938-1941) a Ribolla[1]
- Scuola di avviamento professionale (1939) ad Arcidosso[2]
- Chiesa di San Rocco (1946-1948) a Marina di Grosseto[1]
- Chiesa di San Giuseppe Benedetto Cottolengo (1946-1951) a Grosseto[15]
- Palazzina in viale Matteotti 34 (1947) a Grosseto[16]
- Palazzo INAIL, solo direzione dei lavori (1947-1948) a Grosseto[17]
- Dispensario antitubercolare (1948-1952) a Massa Marittima[2]
- Dispensario antitubercolare (1948-1952) a Grosseto
- Istituto tecnico agrario (1949-1953) a Grosseto[1]
- Chiesa di Santa Maria Ausliatrice (1950) a Marrucheti[18]
- Dispensario antitubercolare (1950-1955) a Orbetello[2]
- Chiesa di Santa Maria Goretti (1951-1952) a Fonteblanda[2]
- Laboratorio provinciale di igiene e profilassi (1952) a Grosseto[1]
- Casa di cura Francini in via Don Minzoni (1952) a Grosseto[1]
- Chiesa di Santa Maria delle Grazie (1953-1957) ad Albinia[2][19]
- Basilica del Sacro Cuore di Gesù (1954-1958) a Grosseto[20]
- Colonia marina San Rocco (1956) a Marina di Grosseto[1]
- Chiesa dell'Apparizione (1956) a Montenero, Livorno[21]
- Chiesa di San Giuseppe Lavoratore (1956-1957) a Bagno di Gavorrano[1]
- Chiesa dei Santi Lorenzo e Mamiliano (1958) a Giglio Porto[2][22]
- Chiesa di Santa Margherita (1958) a Poggi del Sasso[1]
- Chiesa della Madonna del Rosario (1958) a Pian d'Alma[23]
- Chiesa di San Donato (1958-1961) a San Donato[2][24]
- Chiesa di Nostra Signora del Sacro Cuore (1959) alle Bagnore[2][25]
- Chiesa di San Giovanni, parrocchia Santi Vincenzo ed Anastasio (1963) a Semproniano[2]
- Case popolari di Castel del Piano[2]
- Lottizzazione INA-Casa a Bagno di Gavorrano[2]